# Château des Pico
Le château des Pico (en italien, Castello dei Pico) est un château situé dans le centre historique de Mirandola, dans la province de Modène en Italie.

## Histoire
Forteresse célèbre dans toute l'Europe car légendairement imprenable, elle appartenait à la famille Pico, qui a régné sur Mirandola pendant quatre siècles (1311-1711) et qui y a ajouté d'importantes œuvres d'art durant la période de la Renaissance.
Le château, qui domine la longue Place de la Costituente et les avenues bordées d'arbres de la Circonvallazione (construit à la place des anciennes murailles de Mirandola, démolies au cours du XIXe siècle), a été restauré en 2006 après de nombreuses années d'abandon, mais a ensuite été gravement endommagé par le tremblement de terre de 2012 en Émilie, qui l'a rendu à nouveau inutilisable.
Le château des Pico, avec l'hôtel de ville, est une icône et un symbole de la ville de Mirandola.

### Origines

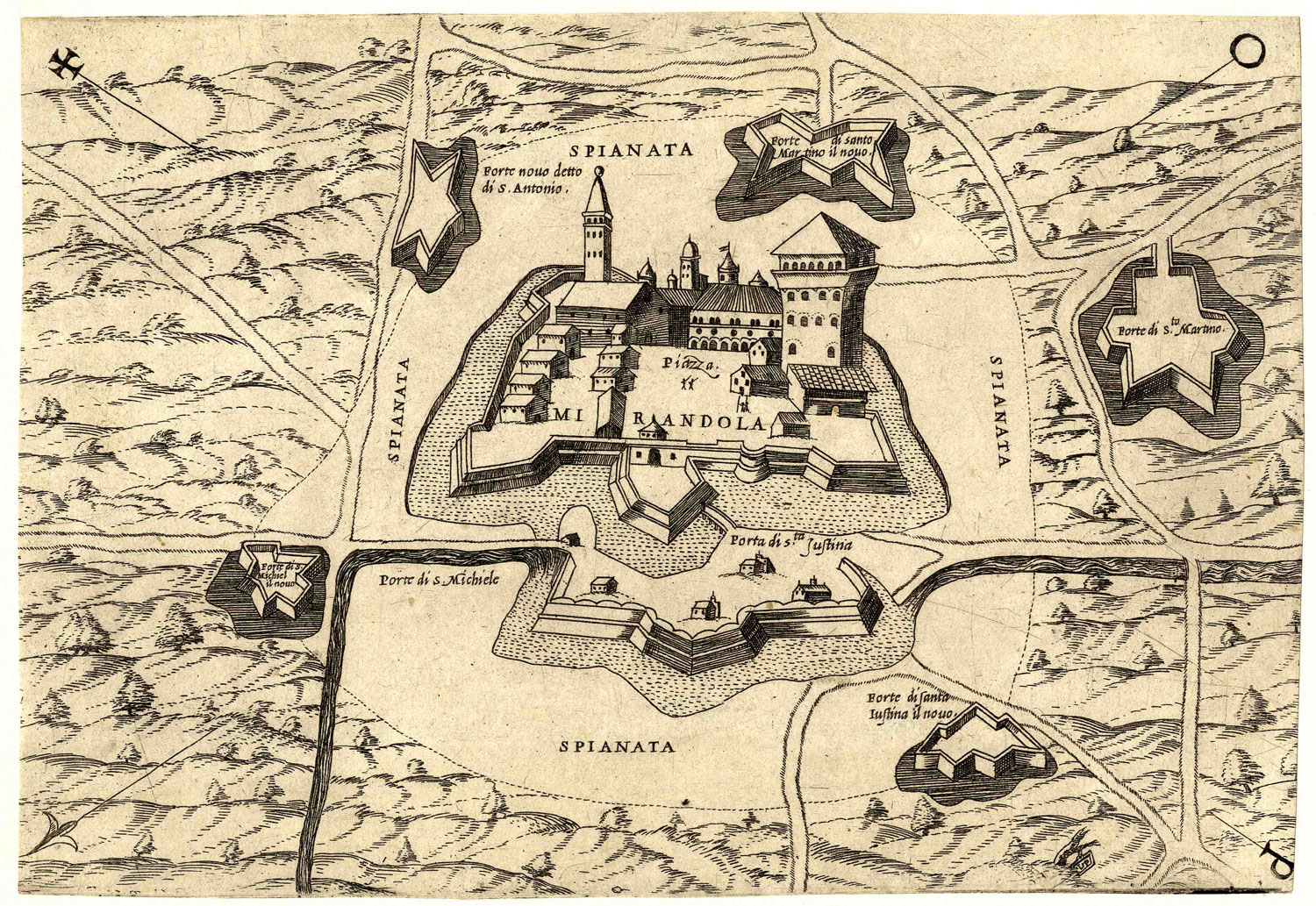
Le château de la Mirandole vers 1550

Les premières preuves de l'existence du château remontent à l'an 1102, bien qu'il soit probable qu'un établissement primitif existait déjà à l'époque lombarde et autour de l'an 1000.
Le château, qui occupait une position stratégique le long de la Via Romea Imperiale (qui reliait l'Allemagne à Rome), a ensuite été agrandi pour former un grand quadrilatère entouré de douves.

### Renaissance

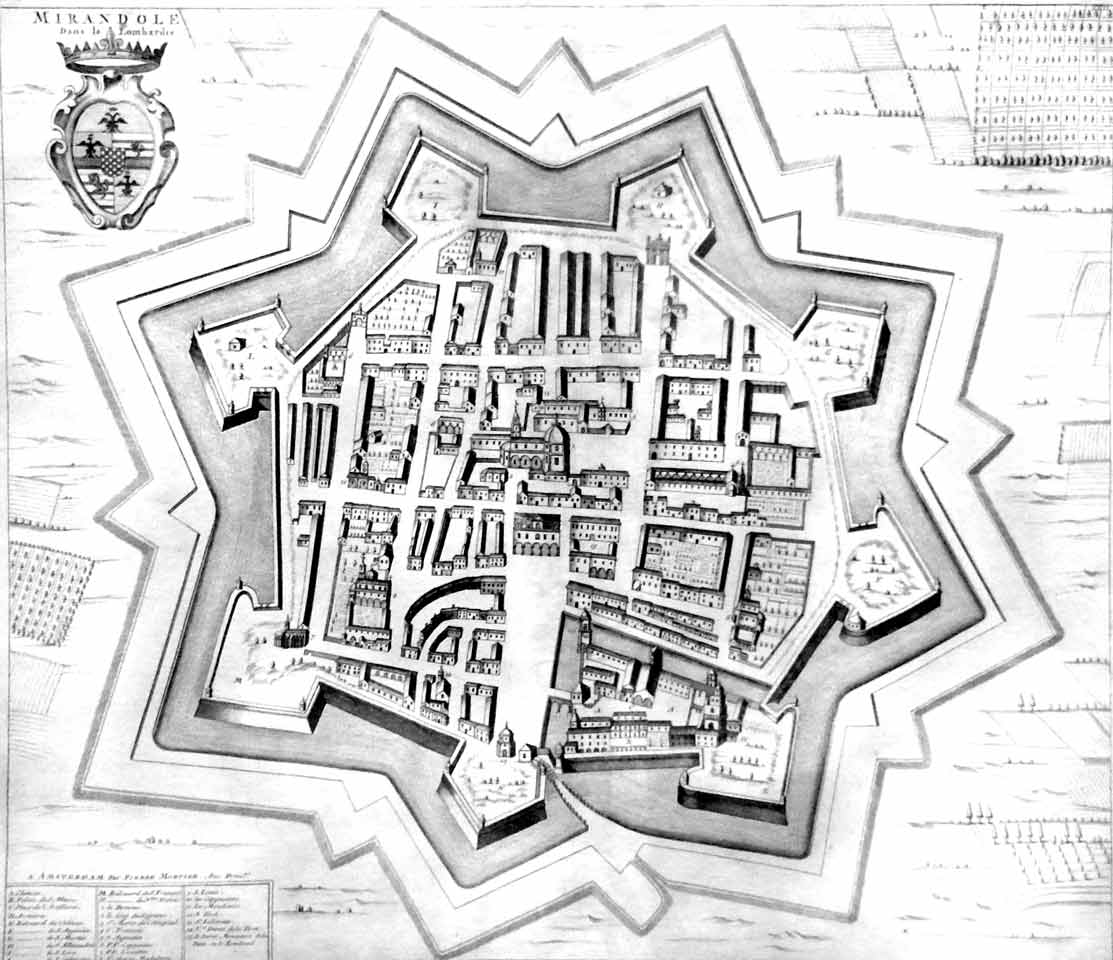
Les fortifications de la Mirandole au début du XVIIIe siècle

En 1500, Jean-François II Pic de la Mirandole fait construire l'imposant donjon (torrione), réputé imprenable; cependant, la ville est assiégée à plusieurs reprises; parmi les plus célèbres figurent le siège de l'hiver 1510-1511 par le pape Jules II et le siège de 1551 par le pape Jules III.
La famille Pico, ayant obtenu le titre de ducs à partir de 1617, enrichit son château jusqu'à ce qu'il devienne un somptueux palais et l'un des plus importants de la plaine du Pô; parmi les œuvres d'art les plus importantes rassemblées dans l'aile connue sous le nom de Galleria Nuova figurent plusieurs tableaux des Vénitiens Palma le Jeune et Sante Peranda.
Le château de la Mirandole a accueilli le pape Jules II, Louis Ier de Hongrie, l'empereur Léopold Ier, Alde Manuce, Borso d'Este et Hercule Ier d'Este, Rodolphe de Castiglione et l'empereur François Ier.

### Décadence
Lorsque la Maison d'Este prit le pouvoir en 1711, la ville de Mirandola commença à décliner: quelques années plus tard, en 1714, la foudre détruisit une grande partie du château et endommagea gravement tous les bâtiments et églises du centre ville. Vers la fin du XVIIIe siècle, les ducs de Modène ont fait détruire d'autres parties du château.

### L'âge contemporain

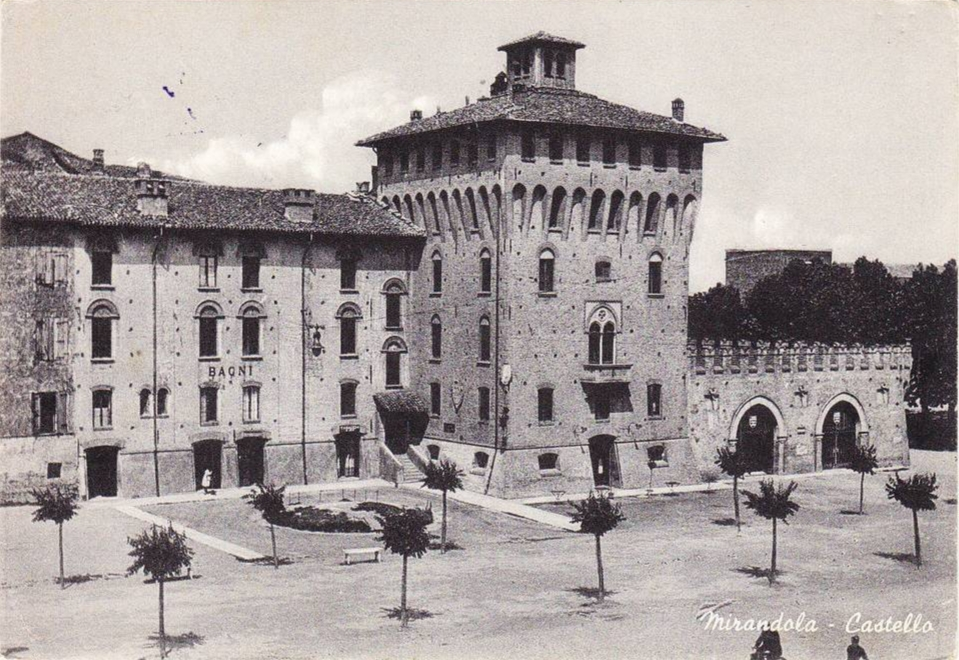
Le donjon construit dans les années 1930

Le 24 février 1867, il est établi que l'enceinte urbaine de la ville de Mirandola cesse d'être considérée comme un ouvrage fortifié, et par conséquent les terrains adjacents aux ouvrages eux-mêmes cessent d'être soumis à la servitude militaire.
Au début du XXe siècle, vers 1930, on tente de reconstruire l'ancien donjon du château (détruit par un incendie en 1714), en construisant un imposant bâtiment de style néo-gothique donnant sur la Piazza della Costituente L'édifice du XXe siècle se caractérise par des créneaux à queue d'aronde, typiques de la faction pro-impériale des Gibelins.
Après la Seconde Guerre mondiale, le château était habité par 52 familles (environ 200 personnes), tandis que les salles étaient utilisées pour organiser des fêtes et des galas. Après des années de négligence absolue et de dégradation (un cinéma clandestin a même été construit, appelé Cinéma Pico, qui a été fermé à la fin des années 1980), le château a été restauré et rouvert au public en 2006, avec l'installation du Musée civique et d'un centre culturel (qui comprend un auditorium et d'autres espaces d'exposition). En 2011, Stef Burns et Maddalena Corvaglia se sont mariés au château lors d'une cérémonie officiée par le chanteur Vasco Rossi, délégué par le maire.

### Séismes de 2012
En raison des graves dommages subis par le Séismes de mai 2012 en Émilie-Romagne, estimés à environ 10 millions d'euros, pour la seule partie appartenant à la commune, le château est devenu impropre à l'usage et ne peut plus être visité, malgré des travaux de sécurisation urgents. Après les promesses du ministre Massimo Bray, qui s'est engagé à restaurer le patrimoine historico-artistico-culturel de Mirandola, en avril 2016 - quatre ans après le tremblement de terre - le conseil municipal a approuvé un premier plan de récupération, avec une dépense estimée à environ 4 millions d'euros financée par la région Émilie-Romagne.
Les dommages à la partie du XXe siècle se sont élevés à environ 600.000 euros, tandis que les travaux de sécurité ont coûté à eux seuls 400.000 euros.
L'ensemble de la collection cartographique et les pièces d'or ont été temporairement transférées dans la chambre forte de la banque Unicredit à Modène, tandis que la galerie de tableaux est temporairement hébergée au Palais Ducal de Sassuolo.

## Description

### Palais Ducal

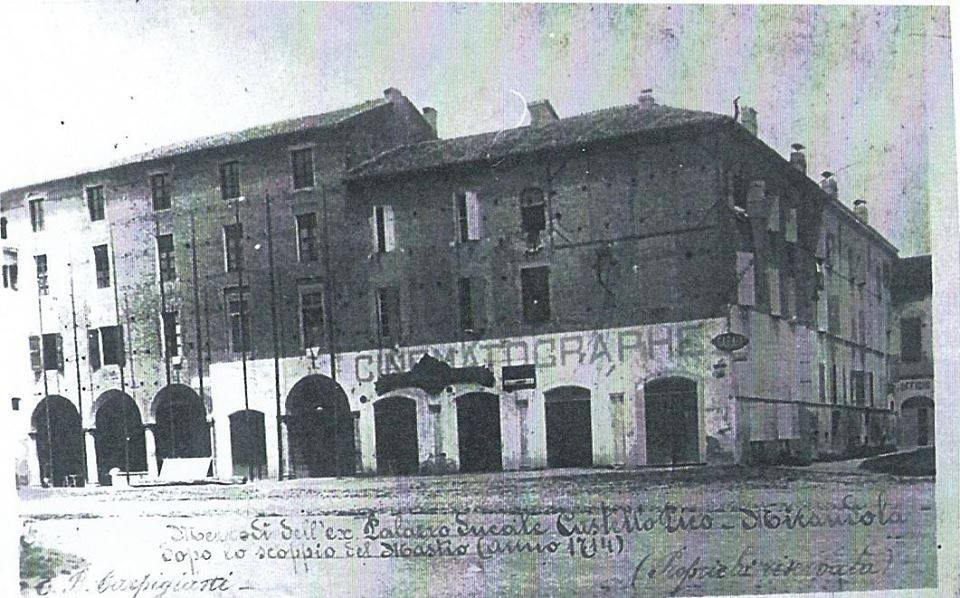
Palais Ducal

La plus grande structure originale qui subsiste du château de Pico est les vestiges du Palais Ducal (Palazzo Ducale), qui se trouve sur le côté sud, en face du Teatro Nuovo. Le marché aux chevaux était autrefois organisé dans cet élargissement de la Piazza della Costituente. La façade est caractérisée par un noble portique reposant sur dix colonnes de marbre rose, construit pour Alexandre I Pic de la Mirandole. Du portique, par une porte en arc avec des moulures en pierre de taille, on entre dans la cour intérieure et la Galleria Nuova. À l'ouest du bâtiment se trouvent les vestiges du "bastion du château" du XVIe siècle, renforcé en 1576 par Fulvia da Correggio et relié aux puissants murs en forme d'étoile à huit branches qui défendaient la ville.
Au premier étage du palais ducal se trouve l'élégante et majestueuse Chambre des Carabins (Sala dei Carabini), avec des décorations du XVIIe siècle, où se trouve le musée civique.

### Prisons
Quelques marches descendent du rez-de-chaussée et mènent à la salle de la prison, faite d'une épaisse maçonnerie avec une voûte en berceau, sur les murs épais de laquelle sont visibles des graffitis et des dessins réalisés par les prisonniers. A côté des prisons, un autre espace a été créé pour les expositions temporaires.

### Nouvelle galerie

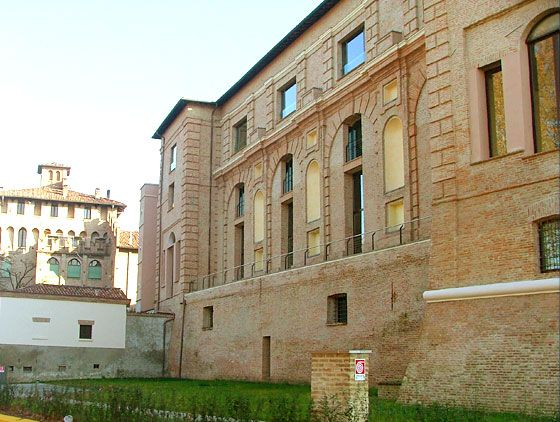
Galleria Nuova (2006)

Le corps central du château est l'imposante "Nouvelle galerie" (Galleria Nuova), dont la façade nord a été érigée à la demande d'Alexandre II Pic de la Mirandole en 1668. La Galleria Nuova, qui domine de haut les avenues bordées d'arbres du périphérique, se compose d'une élégante et noble loggia, fermée sur les côtés par deux corps en pierre de taille avec de larges et harmonieux serlianas tripartites.
La galerie a été décorée de fresques par Biagio Falcieri et aménagée pour abriter une pinacothèque extrêmement précieuse, composée de plus de 300 œuvres d'art d'artistes extraordinaires tels que Léonard de Vinci, Raphaël, Le Caravage, Titien, Paul Véronèse et bien d'autres, achetée par Alexandre II Pic à l'avocat véronais Giovan Pietro Curtoni (1600-1656) en novembre 1688 pour la somme de 15.000 ducats vénitiens
Beaucoup de ces chefs-d'œuvre d'art ont été vendus à Bologne par le duc François Marie II Pic de la Mirandole pour subvenir à ses besoins pendant son exil, d'autres ont été perdus lors de l'explosion dévastatrice du donjon du château en 1714, tandis que d'autres œuvres (dont de nombreux portraits de la famille Pic et des toiles des cycles picturaux Âge du monde et Histoire de Psyché de Sante Peranda) ont été emportées en 1716 au Palais ducal de Mantoue, où elles se trouvent encore aujourd'hui. D'autres œuvres sont exposées à la Galleria Estense de Modène.

### Donjon

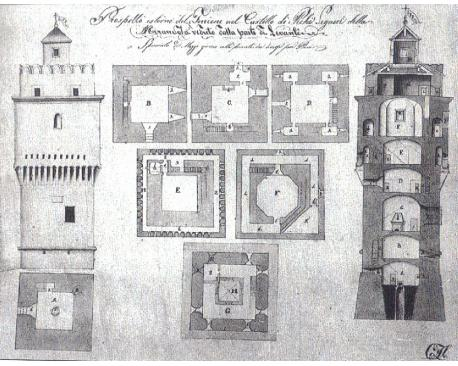
Section transversale du donjon du château des Pico

Le Torrione était un imposant donjon conçu par Giovanni Marco Canozi da Lendinara (fils de Lorenzo Canozi) ; il fut construit en 1499-1500 par Jean-François II Pic de la Mirandole. Le donjon, dont les murs avaient 18 pieds d'épaisseur et 48 mètres de hauteur, était considéré comme imprenable car il était complètement détaché et isolé du château: on ne pouvait y accéder que par un pont-levis situé au troisième étage.
Dans la nuit du 11 juin 1714, au cours d'un orage qui éclate vers 1h30 du matin, la foudre tombe sur le toit du donjon, faisant exploser la poudrière dans laquelle se trouvent 270 barils de poudre à canon. L'onde de choc a causé de graves dommages dans toute la ville et a marqué le début du déclin de Mirandola. Les très précieuses archives d'État du Duché de la Mirandole ont également été presque entièrement perdues : la tradition veut que les habitants de Mirandola aient réutilisé les anciens papiers des Pic pour emballer les aliments pendant des mois.
C'est en 1783 que le duc Hercule III de Modène ordonne la poursuite de la démolition du Palais ducal de la Mirandole, l'abaissement des murailles stellaires de la ville et l'ensablement des douves. Peu de temps après, toutes les autres tours (à l'exception de celle de la piazza) et certaines fortifications à l'extérieur des murs principaux ont été démolies. D'autres démolitions de murs ont eu lieu à l'époque napoléonienne, tandis que la disparition définitive de toutes les fortifications (murs et bastions) remonte à la période allant de 1876 à 1896, par décision de l'administration municipale pour lutter contre le chômage : les terrains défrichés, les objets historiques médiévaux trouvés et les matériaux qui en résultent ont tous été vendus.

### Tour des Heures

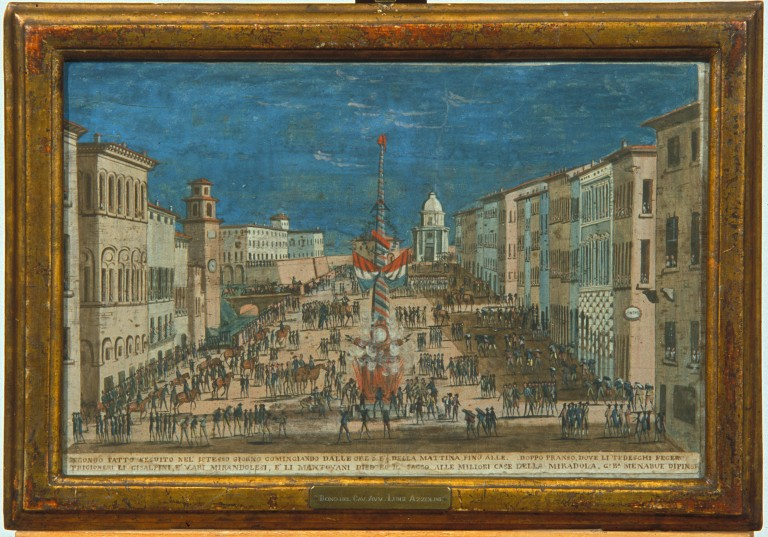
Révolte anti-française à la Mirandole en 1799: les fortifications du château et la tour de l'horloge sont encore visibles sur la gauche.

La tour de la Piazza, appelée plus tard Tour des heures (Torre delle ore) ou Tour de l'horloge (Torre dell'orologio), était située à l'extrême nord-est du château et donnait directement sur l'actuelle Piazza della Costituente, à côté du Teatro Nuovo, au coin de la Via Tabacchi, c'est-à-dire à l'endroit exact où se trouvait le kiosque à journaux (aujourd'hui transformé en vitrine). En 1837, le maire de Mirandola, le comte Felice Ceccopieri, fit déplacer l'horloge de la tour à l'hôtel de ville. La tour, dernier survivant de la forteresse de Mirandola, a été démolie de manière inattendue en 1888, car elle était considérée comme un lieu de délabrement.
Avant le tremblement de terre de 2012, l'administration municipale avait prévu de reconstruire le volume de la tour, historiquement documenté et qui n'existe plus, " dans une clé moderne ", qui aurait été un point de référence pour la renaissance du noyau historique de la ville et pour le " sens civique renouvelé des lieux et des détails ".

### Théâtre Greco-Corbelli

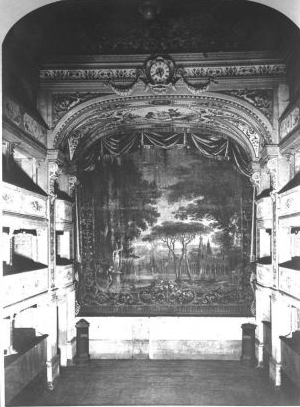
Théâtre Greco-Corbelli

En 1789, le comte Ottavio Greco Corbelli demanda et obtint du duc Hercule III d'Este l'installation d'un théâtre moderne à l'intérieur du château des Pico, où était logée à l'époque la milice du duché de Modène.
À cette fin, deux salles ont été adaptées selon le projet de l'architecte Giuseppe Maria Soli, créant une salle décorée avec trois niveaux de boîtes et une cavea en forme de fer à cheval. Un équipement scénique grandiose a également été préparé, comme l'exigeait la tradition théâtrale de la fin du XVIIIe siècle. Le théâtre grec Corbelli, inauguré officiellement le 29 septembre 1791, s'est dégradé au cours des deux dernières décennies du XIXe siècle, jusqu'à sa fermeture complète en 1894. Toutefois, les chroniques locales font état d'une extraordinaire projection cinématographique le 31 octobre 1896 (la toute première en Italie, un an seulement après les premières expériences des frères Lumière) par l'inventeur-photographe de Mirandola, Italo Pacchioni (né à l'intérieur du château en 1872), considéré comme le pionnier du cinéma italien.
Plus récemment, le cinéma Pico s'est installé dans l'ancien théâtre Greco-Corbelli, qui a été fermé à la fin des années 1980.

## Expositions au château

### Musée civique

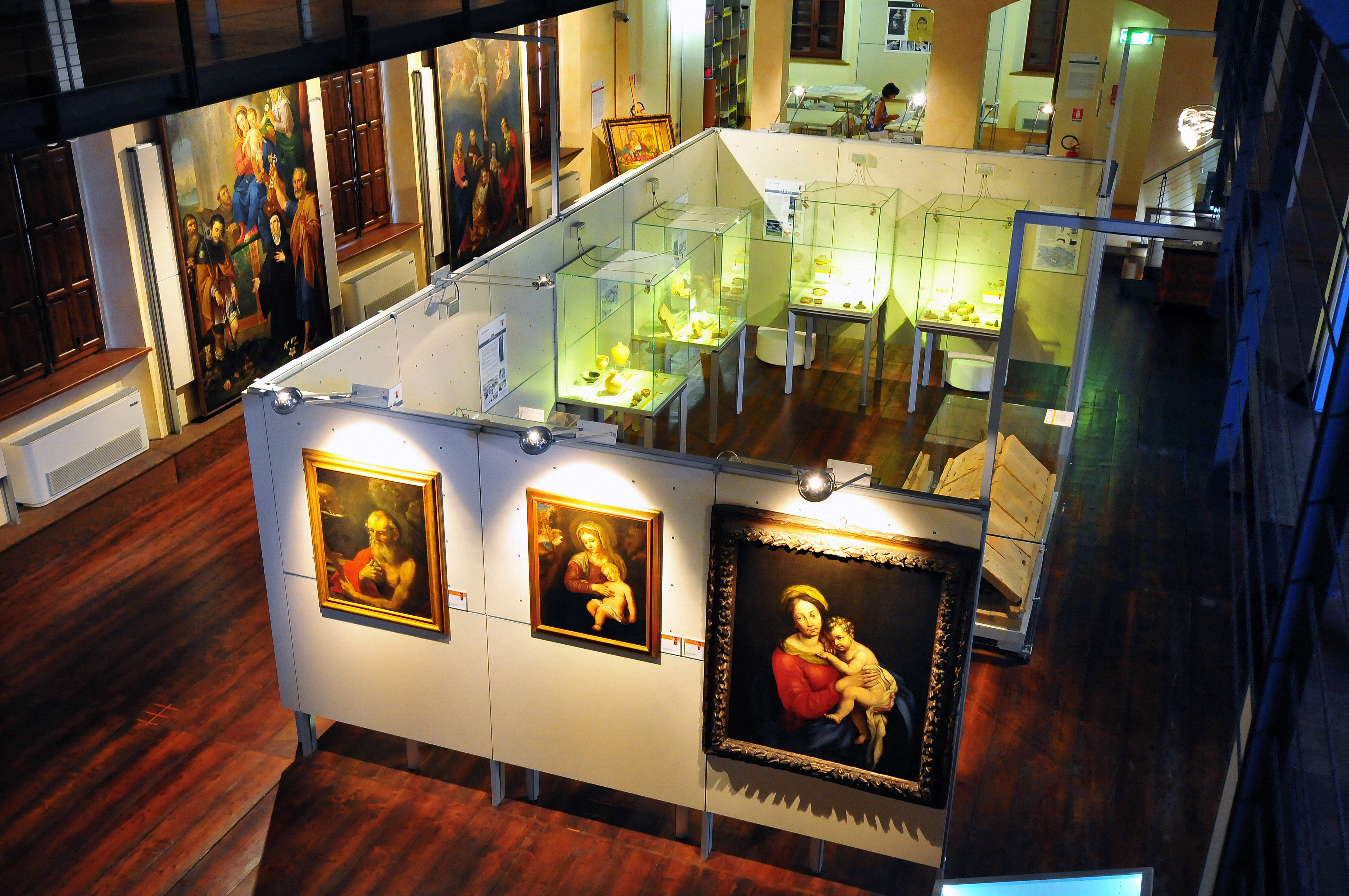
Museo civico di Mirandola

En 2006, à la suite de la réouverture du château au public, le musée civique local (anciennement hébergé dans la bibliothèque municipale "Eugenio Garin", située d'abord sur la place Giuseppe Garibaldi, puis dans l'ancien couvent de jésuites de la rue Francesco Montanari) a été réorganisé, divisé en douze salles, consacrées à l'archéologie de la zone, aux commissions religieuses, au mobilier et aux peintures anciennes (dont une précieuse Vierge à l'Enfant attribuée à Le Guerchin), à la numismatique (monnaies de la Monnaie de la Mirandole et médailles de Pisanello et Niccolò Fiorentino).
D'autres sections du musée étaient consacrées à la Maison de Pico et aux princes de la Maison d'Este, avec des portraits anciens, dont un précieux Alfonso IV d'Este par Justus Sustermans et un Alexandre Ier Pic de la Mirandole par Sante Peranda.
Une salle spécifique était dédiée au célèbre Jean Pic de la Mirandole, un important philosophe humaniste de la Renaissance, et à son neveu Jean-François II Pic de la Mirandole, un homme de lettres.
La dernière partie du musée présentait de nombreux portraits de politiciens et d'hommes de lettres du XIXe siècle, ainsi qu'une section consacrée à la musique et à l'orchestre municipal.
Le musée s'est également enrichi de gravures du XVIe au XXe siècle, de divers objets provenant de l'ancien Monte di Pietà des frères franciscains et d'une collection de souvenirs militaires (armes, boucliers et armures des XVe et XVIe siècles).

### Musée du biomédical

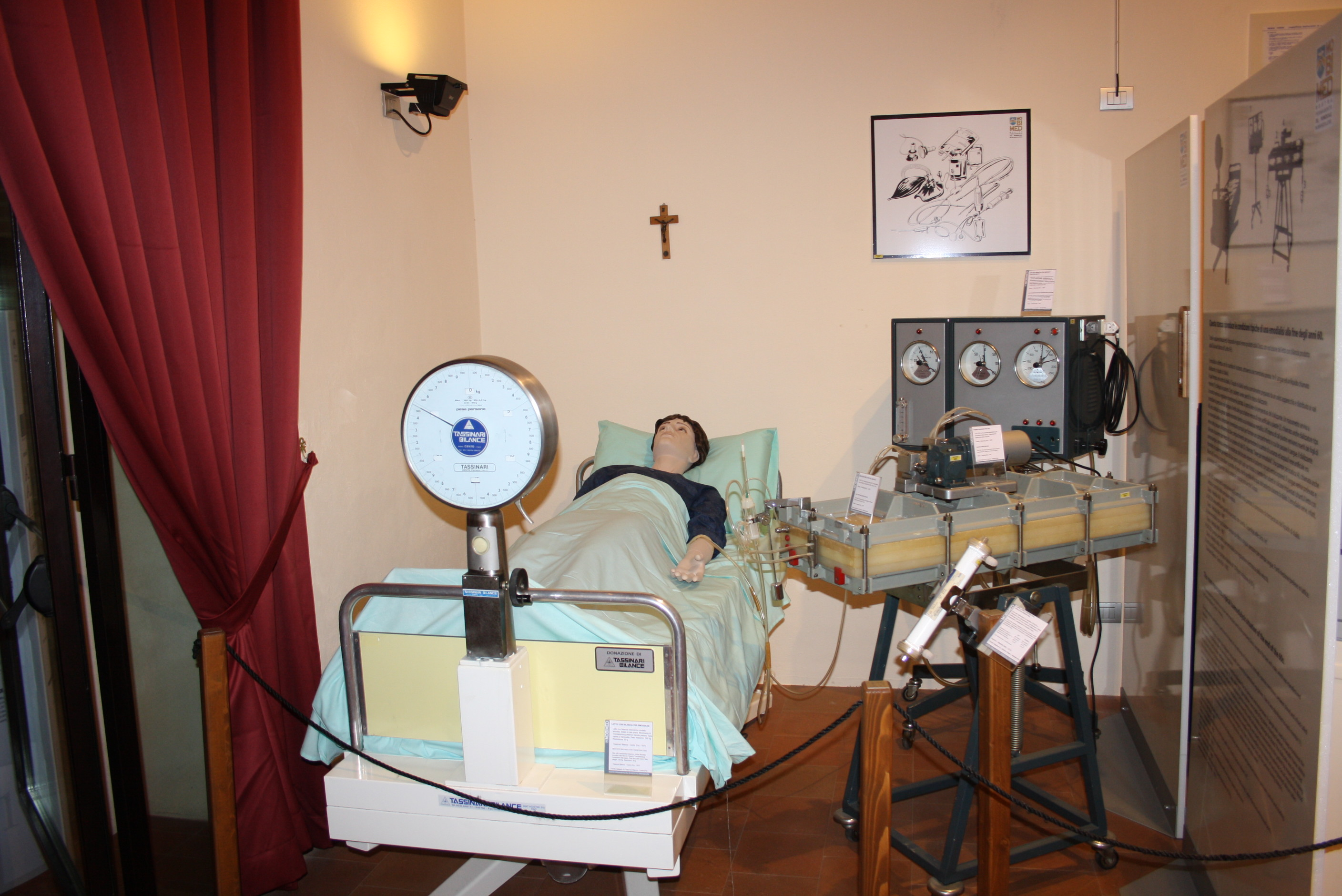
Musée du biomédical

En 2010, le château a accueilli l'exposition itinérante "Mobilmed", qui raconte l'histoire du district biomédical de Mirandola, une source importante de revenus pour la région de Mirandola. Toutefois, à la suite des graves dommages causés par le tremblement de terre de 2012, l'exposition a été déplacée dans la Via Focherini.

### Fondation du Caisse d'épargne de Mirandola
Au dernier étage du château se trouvait le siège de la Fondation de la Caisse d'épargne de Mirandola, dont les locaux abritaient une riche collection de gravures et de cartes historiques de la ville de Mirandola (faisant partie du fonds Giulio Cesare Costantini) et d'anciennes armoiries du duché de la Mirandole.

### Salle Leica
Au dernier étage se trouvait également la salle Leica, où le Cercle photographique de Mirandola organisait de fréquentes expositions de photographies artistiques réalisées par des professionnels et des passionnés de photographie et d'appareils Leica.